# Hypena kallipygae
Hypena kallipygae là một loài bướm đêm trong họ Erebidae.